# Sixième circonscription de Paris de 1958 à 1986
Pour les articles homonymes, voir Sixième circonscription de Paris de 1988 à 2012 et Sixième circonscription de Paris depuis 2012.
De 1958 à 1986, la sixième circonscription législative de Paris recouvrait l'intégralité du 8e arrondissement de la capitale. Cette délimitation s'est appliquée aux sept premières législatures de la Cinquième République française. De 1958 à 1967, elle se confond avec la 6e circonscription de la Seine.

## Députés élus
| Législature | Début de mandat | Fin de mandat  | Député élu                |  | Parti politique | Observations                                                       |
| ----------- | --------------- | -------------- | ------------------------- |  | --------------- | ------------------------------------------------------------------ |
| Ire         | 9 décembre 1958 | 9 octobre 1962 | Jacques Féron             |  | CNIP            | mandat écourté à la suite d'une dissolution du général de Gaulle   |
| IIe         | 6 décembre 1962 | 2 avril 1967   | Bernard Dupérier          |  | UNR-UDT         |                                                                    |
| IIIe        | 3 avril 1967    | 30 mai 1968    | Raymond Bousquet          |  | UD-Ve           | mandat écourté à la suite d'une dissolution du général de Gaulle   |
| IVe         | 11 juillet 1968 | 10 août 1968   | Maurice Couve de Murville |  | UDR             | nommé Premier ministre                                             |
| IVe         | 11 août 1968    | 1er avril 1973 | Raymond Bousquet          |  | UDR             | suppléant de Maurice Couve de Murville                             |
| Ve          | 2 avril 1973    | 2 avril 1978   | Maurice Couve de Murville |  | UDR             |                                                                    |
| VIe         | 3 avril 1978    | 22 mai 1981    | Maurice Couve de Murville |  | RPR             | mandat écourté à la suite d'une dissolution de François Mitterrand |
| VIIe        | 2 juillet 1981  | 1er avril 1986 | Maurice Couve de Murville |  | RPR             |                                                                    |

En 1985, le président de la République François Mitterrand changea le mode de scrutin des députés en établissant le scrutin proportionnel par département. Le nombre de députés du département de Paris fut ramené de 31 à 21 et les circonscriptions furent supprimées au profit du département.

## Évolution de la circonscription
En 1986, cette circonscription est fusionnée avec l'ancienne septième circonscription pour former la nouvelle « quatrième circonscription ».

### Élections de 1958
| Candidat                    | Candidat          | Parti          | Premier tour | Premier tour | Second tour | Second tour |  |
| Candidat                    | Candidat          | Parti          | Voix         | %            | Voix        | %           |  |
| --------------------------- | ----------------- | -------------- | ------------ | ------------ | ----------- | ----------- |  |
|                             | Jacques Féron élu | CNIP           | 13 811       | 37,26        | 16 349      | 45,84       |  |
|                             | René Laure        | UNR            | 11 380       | 30,7         | 15 927      | 44,65       |  |
|                             | Charles Cussey    | PCF            | 2 888        | 7,79         | 3 393       | 9,51        |  |
|                             | Jean Bénard       | SFIO           | 2 601        | 7,02         | Retrait     | Retrait     |  |
|                             | Raymond Thévenin  | Modérés        | 1 761        | 4,75         |             |             |  |
|                             | Georges Dumont    | RGR            | 1 706        | 4,6          |             |             |  |
|                             | Robert Séjournet  | MRP            | 1 430        | 3,86         |             |             |  |
|                             | Marcel Moulart    | Divers         | 750          | 2,02         |             |             |  |
|                             | Robert Perreau    | Divers         | 481          | 1,3          |             |             |  |
|                             | Françoise Daniels | Divers         | 263          | 0,71         |             |             |  |
|                             |                   |                |              |              |             |             |  |
| Inscrits                    | Inscrits          | Inscrits       | 49 138       | 100,00       | 49 112      | 100,00      |  |
| Abstentions                 | Abstentions       | Abstentions    | 11 469       | 23,34        | 12 697      | 25,85       |  |
| Votants                     | Votants           | Votants        | 37 669       | 76,66        | 36 415      | 74,15       |  |
| Blancs et nuls              | Blancs et nuls    | Blancs et nuls | 598          | 1,59         | 746         | 2,05        |  |
| Exprimés                    | Exprimés          | Exprimés       | 37 071       | 98,41        | 35 669      | 97,95       |  |
| Source : Gallica et CEVIPOF |                   |                |              |              |             |             |  |

Le suppléant de Jacques Féron était Pierre Grippon de La Motte, médecin

### Élections de 1962
| Candidat                         | Candidat               | Parti          | Premier tour | Premier tour | Second tour | Second tour |  |
| Candidat                         | Candidat               | Parti          | Voix         | %            | Voix        | %           |  |
| -------------------------------- | ---------------------- | -------------- | ------------ | ------------ | ----------- | ----------- |  |
|                                  | Bernard Dupérier élu   | UNR-UDT        | 13 484       | 46,51        | 15 698      | 52,17       |  |
|                                  | Jacques Féron sortant  | CNIP           | 8 865        | 30,58        | 11 412      | 37,93       |  |
|                                  | Émile Petit            | PCF            | 2 666        | 9,2          | 2 979       | 9,9         |  |
|                                  | Jean Senard            | SFIO           | 2 035        | 7,02         | Retrait     | Retrait     |  |
|                                  | Luc Bourcier de Carbon | Modérés        | 1 944        | 6,7          | Retrait     | Retrait     |  |
|                                  |                        |                |              |              |             |             |  |
| Inscrits                         | Inscrits               | Inscrits       | 43 751       | 100,00       | 43 853      | 100,00      |  |
| Abstentions                      | Abstentions            | Abstentions    | 14 409       | 32,93        | 13 315      | 30,36       |  |
| Votants                          | Votants                | Votants        | 29 342       | 67,07        | 30 538      | 69,64       |  |
| Blancs et nuls                   | Blancs et nuls         | Blancs et nuls | 348          | 1,19         | 449         | 1,47        |  |
| Exprimés                         | Exprimés               | Exprimés       | 28 994       | 98,81        | 30 089      | 98,53       |  |
| Source : Data.gouv.fr et CEVIPOF |                        |                |              |              |             |             |  |

Le suppléant de Bernard Dupérier était Gilbert Heurley.

### Élections de 1967
| Candidat                         | Candidat                | Parti          | Premier tour | Premier tour | Second tour | Second tour |  |
| Candidat                         | Candidat                | Parti          | Voix         | %            | Voix        | %           |  |
| -------------------------------- | ----------------------- | -------------- | ------------ | ------------ | ----------- | ----------- |  |
|                                  | Raymond Bousquet élu    | UD-Ve          | 12 273       | 42,18        | 14 286      | 54,68       |  |
|                                  | Janine Alexandre-Debray | CD (PDM)       | 7 623        | 26,2         | 11 842      | 45,32       |  |
|                                  | Jacques Zighera         | FGDS (Radical) | 3 070        | 10,55        |             |             |  |
|                                  | Jacques Féron           | RI             | 2 890        | 9,93         |             |             |  |
|                                  | Émile Petit             | PCF            | 2 719        | 9,34         |             |             |  |
|                                  | M. Ceccaldi             | Divers droite  | 525          | 1,8          |             |             |  |
|                                  |                         |                |              |              |             |             |  |
| Inscrits                         | Inscrits                | Inscrits       | 37 468       | 100,00       | 37 474      | 100,00      |  |
| Abstentions                      | Abstentions             | Abstentions    | 8 018        | 21,4         | 10 028      | 26,76       |  |
| Votants                          | Votants                 | Votants        | 29 450       | 78,6         | 27 446      | 73,24       |  |
| Blancs et nuls                   | Blancs et nuls          | Blancs et nuls | 350          | 1,19         | 1 318       | 4,8         |  |
| Exprimés                         | Exprimés                | Exprimés       | 29 100       | 98,81        | 26 128      | 95,2        |  |
| Source : Data.gouv.fr et CEVIPOF |                         |                |              |              |             |             |  |

Le suppléant de Raymond Bousquet était Michel de Laval, directeur publicitaire, ancien élève des Sciences Politiques.

### Élections de 1968
|                                  | Maurice Couve de Murville élu | UDR (URP)      | 14 998 | 53,5   |  |  |  |
|                                  | Philippe Tollu                | CD (PDM)       | 7 789  | 27,78  |  |  |  |
|                                  | Jacques Brière                | PCF            | 1 750  | 6,24   |  |  |  |
|                                  | François Ribis                | PSU            | 1 717  | 6,12   |  |  |  |
|                                  | Guy Gennesseaux               | FGDS (Radical) | 1 359  | 4,85   |  |  |  |
|                                  | Philippe André                | TD             | 344    | 1,23   |  |  |  |
|                                  | Henri Jouault                 | Modérés        | 75     | 0,27   |  |  |  |
|                                  | Maurice Bismuth               | Divers droite  | 2      | 0,01   |  |  |  |
|                                  |                               |                |        |        |  |  |  |
| Inscrits                         | Inscrits                      | Inscrits       | 36 028 | 100,00 |  |  |  |
| Abstentions                      | Abstentions                   | Abstentions    | 7 784  | 21,61  |  |  |  |
| Votants                          | Votants                       | Votants        | 28 244 | 78,39  |  |  |  |
| Blancs et nuls                   | Blancs et nuls                | Blancs et nuls | 210    | 0,74   |  |  |  |
| Exprimés                         | Exprimés                      | Exprimés       | 28 034 | 99,26  |  |  |  |
| Source : Data.gouv.fr et CEVIPOF |                               |                |        |        |  |  |  |

Raymond Bousquet était le suppléant de Maurice Couve de Murville. Raymond Bousquet remplaça Maurice Couve de Murville, Premier Ministre, du 11 août 1968 au 20 juin 1969. Il refusa de démissionner quand Maurice Couve de Murville quitta la fonction de Premier ministre.

### Élections de 1973
| Candidat                         | Candidat                      | Parti                | Premier tour | Premier tour | Second tour | Second tour |  |
| Candidat                         | Candidat                      | Parti                | Voix         | %            | Voix        | %           |  |
| -------------------------------- | ----------------------------- | -------------------- | ------------ | ------------ | ----------- | ----------- |  |
|                                  | Maurice Couve de Murville élu | UDR (URP)            | 8 056        | 33,18        | 11 448      | 52,22       |  |
|                                  | Philippe Tollu                | CD (MR)              | 5 341        | 21,99        | 10 473      | 47,78       |  |
|                                  | Raymond Bourgine              | CNIP                 | 5 232        | 21,55        | Retrait     | Retrait     |  |
|                                  | Maurice Buttin                | PS (UGSD)            | 2 822        | 11,62        |             |             |  |
|                                  | Jacques Brière                | PCF                  | 1 547        | 6,37         |             |             |  |
|                                  | Marie-Jeanne Arnoux           | FN                   | 538          | 2,22         |             |             |  |
|                                  | Serge Taillandier             | LO                   | 469          | 1,93         |             |             |  |
|                                  | Madeleine Jacobée             | Divers droite (ARIL) | 231          | 0,95         |             |             |  |
|                                  | Elyette Zaoui                 | Divers droite (CRL)  | 46           | 0,19         |             |             |  |
|                                  |                               |                      |              |              |             |             |  |
| Inscrits                         | Inscrits                      | Inscrits             | 31 744       | 100,00       | 31 650      | 100,00      |  |
| Abstentions                      | Abstentions                   | Abstentions          | 7 229        | 22,77        | 8 291       | 26,2        |  |
| Votants                          | Votants                       | Votants              | 24 515       | 77,23        | 23 359      | 73,8        |  |
| Blancs et nuls                   | Blancs et nuls                | Blancs et nuls       | 233          | 0,95         | 1 438       | 6,16        |  |
| Exprimés                         | Exprimés                      | Exprimés             | 24 282       | 99,05        | 21 921      | 93,84       |  |
| Source : Data.gouv.fr et CEVIPOF |                               |                      |              |              |             |             |  |

Marcel Normand, RI, avocat à la Cour, était le suppléant de Maurice Couve de Murville.

### Élections de 1978
| Candidat       | Candidat                                | Parti               | Premier tour | Premier tour | Second tour | Second tour |  |
| Candidat       | Candidat                                | Parti               | Voix         | %            | Voix        | %           |  |
| -------------- | --------------------------------------- | ------------------- | ------------ | ------------ | ----------- | ----------- |  |
|                | Maurice Couve de Murville sortant réélu | RPR                 | 10 502       | 46,59        | 12 594      | 68,32       |  |
|                | Bernard Plasait                         | UDF (PR)            | 4 615        | 20,47        | 5 840       | 31,68       |  |
|                | Jean-Pierre Lesage                      | PS                  | 3 042        | 13,50        |             |             |  |
|                | Albina du Boisrouvray                   | Écologie 78         | 1 373        | 6,09         |             |             |  |
|                | Yvette Saintier                         | PCF                 | 1 025        | 4,55         |             |             |  |
|                | Henri Jannès                            | Divers droite (RUC) | 634          | 2,81         |             |             |  |
|                | Michel Bayvet                           | FN                  | 528          | 2,34         |             |             |  |
|                | Jean-François Ferrer                    | PFN                 | 312          | 1,38         |             |             |  |
|                | Jacques-Sylvain Brunaud                 | Divers droite (DC)  | 272          | 1,21         |             |             |  |
|                | Raymond Hallard                         | LO                  | 130          | 0,58         |             |             |  |
|                | Jeanine Laufer                          | LCR (PSPT)          | 107          | 0,47         |             |             |  |
|                |                                         |                     |              |              |             |             |  |
| Inscrits       | Inscrits                                | Inscrits            | 29 681       | 100,00       | 29 680      | 100,00      |  |
| Abstentions    | Abstentions                             | Abstentions         | 6 933        | 23,36        | 8 989       | 30,29       |  |
| Votants        | Votants                                 | Votants             | 22 748       | 76,64        | 20 691      | 69,71       |  |
| Blancs et nuls | Blancs et nuls                          | Blancs et nuls      | 208          | 0,91         | 2 257       | 10,91       |  |
| Exprimés       | Exprimés                                | Exprimés            | 22 540       | 99,09        | 18 434      | 89,09       |  |

Marcel Normand, UDF était le suppléant de Maurice Couve de Murville.

### Élections législatives de 1981
|                                                          | Maurice Couve de Murville sortant réélu | RPR (UNM)             | 11 951 | 66,37  |  |  |  |
|                                                          | Ève Baume                               | PS                    | 3 558  | 19,76  |  |  |  |
|                                                          | Lorrain de Saint Affrique               | Divers droite         | 714    | 3,96   |  |  |  |
|                                                          | Dominique Erulin                        | FN                    | 462    | 2,56   |  |  |  |
|                                                          | Christian Huglo                         | MÉP                   | 444    | 2,46   |  |  |  |
|                                                          | Yvette Saintier                         | PCF                   | 425    | 2,36   |  |  |  |
|                                                          | Marc Henri Cassagne                     | Divers droite (Cent.) | 244    | 1,35   |  |  |  |
|                                                          | Albert Ifrah                            | Divers droite         | 208    | 1,15   |  |  |  |
|                                                          |                                         |                       |        |        |  |  |  |
| Inscrits                                                 | Inscrits                                | Inscrits              | 27 388 | 100,00 |  |  |  |
| Abstentions                                              | Abstentions                             | Abstentions           | 9 242  | 33,74  |  |  |  |
| Votants                                                  | Votants                                 | Votants               | 18 146 | 66,26  |  |  |  |
| Blancs et nuls                                           | Blancs et nuls                          | Blancs et nuls        | 140    | 0,77   |  |  |  |
| Exprimés                                                 | Exprimés                                | Exprimés              | 18 006 | 99,23  |  |  |  |
| Source : Data.gouv.fr et Sud-Ouest du 17 juin 1981, p. 3 |                                         |                       |        |        |  |  |  |

Le suppléant de Maurice Couve de Murville était Nicolas d'Andoque, cadre de société.